# 491 Каріна
491 Каріна (491 Carina) — астероїд головного поясу, відкритий 3 вересня 1902 року Максом Вольфом у Гейдельберзі.
Тіссеранів параметр щодо Юпітера — 3,107.